# Amt Trittau
Het Amt Trittau is een Amt in de Duitse deelstaat Sleeswijk-Holstein. Het omvat tien gemeenten in de Kreis Stormarn. Het bestuur voor het Amt is gevestigd in Trittau.

## Deelnemende gemeenten
1. Grande
2. Grönwohld
3. Großensee
4. Hamfelde
5. Hohenfelde
6. Köthel
7. Lütjensee
8. Rausdorf
9. Trittau
10. Witzhave